# Kanadische Badmintonmeisterschaft 2025
Die Kanadische Badmintonmeisterschaft 2025 fand vom 14. bis zum 17. Mai 2025 in Moncton statt. Sie wurde erneut gemeinsam mit den nationalen Para-Badminton-Titelkämpfen ausgetragen. Spielstätte war das Centre d'éducation physique et de sports (CEPS) Louis Joseph Robichaud der Université de Moncton in der Avenue Antonine-Maillet.

## Medaillengewinner
| Disziplin    | Gold                      | Silber                       | Bronze                         |
| ------------ | ------------------------- | ---------------------------- | ------------------------------ |
| Herreneinzel | Timothy Lock              | Zachary Desjardins           | Thomas Ashton                  |
| Dameneinzel  | Emma Meng                 | Alena Yu                     | Sophia Nong                    |
| Herrendoppel | Daniel Leung Timothy Lock | Michael Ji Rayce Su          | Julien Déry Nathaniel Mckenzie |
| Damendoppel  | Emma Meng Sophia Nong     | Ritu Shah Alena Yu           | Chloe Choi Simone Huang        |
| Mixed        | Timothy Lock Chloe Hoang  | Ares Rongpeng Zhou Emma Meng | Michael Ji Chloe Choi          |